# Радич Црнојевић
Радич Црнојевић, зачетник династије Црнојевића, припадао је властелинској породици из Горње Зете. Посједи су им били у планинском масиву изнад Котора и Будве, између Ловћена и Скадарског језера. Овај се предио половином XIV вијека у млетачким повељама, као и дубровачким и которским писаним изворима (1396/1397) назива Црна Гора. Ван тог подручја, Црнојевићи су имали село Облик у Забојани и два села у Скадарском крају (Самариши и Гриша).

## Стварна моћ Ђурђа II
У вријеме властелина Радича Црнојевића, Зетом је из Улциња, од 1385- 1403. године, господарио Ђурађ II Страцимировић Балшић. У Бару је ковао сопствени новац и називао се „благовјерним и самодрживим господином Ђурђем свој зетској и поморској земљи“. Ђурађ је имао јаке породичне везе са другим обласним господарима: Мрњавчевићима, Хребељановићима и Бранковићима. Млетачки грађанин господар Зете постаје 5. септембра [[1388]. године. Међутим, Ђурђева званична титула се све више удаљавала од стварности. Узимајући у обзир такве домете његове власти, Дубровчани и Млечани су га често називали само „господарем Улциња“.

## Супротстављање господару Зете
Поједине властелинске породице у Зети и сјеверној Албанији су толико ојачале да су се супротстављале власти Ђурђа II и покушавале да га, ван његовог ужег подручја, лише власти у Зети. Покретачи тог отпора били су Црнојевићи. Изјављивали су да признају само босанског краља Твртка I Котроманића. И други почињу самостално управљати својим посједима. Породица Јонима, господари између Драча и Дрима, а Дукађини (браћа Лека и Павле) без питања поново врше власт у раније им одузетим Задримом и Љешом позивајући Дубровчане, крајем 1387. године, да слободно, под њиховом заштитом, тргују у овим крајевима. Међу првима су послушност Балшићима отказала браћа Сакати-Закарија (Никола и Андреј) из Будве. Никола Сакат је већ више од двадесет година био управник Будве и по наводима дубровачког Малог вијећа (од марта 1386. године) врло утицајна личност у Зети. Никола и Андреј су од стране господара Зете ухваћени и сурово кажњени - вађењем очију. Браћа Сакати касније се више не помињу, а њихов директни потомак био је Која Закарија, који се појављује 1396. године, као самовласни господар Дања. Ђурађ II се убрзо, умањених прихода, нашао сабијен у уском простору између Скадарског језера и мора.

## Расуло власти у Зети
Ђурађ II је 1386. године склопио мир са Турцима. Радич Црнојевић је и даље био одметнут у брдима. Појављује се и Константин Балшић, Ђурђев брат од стрица, са својим захтјевима. Породичним везама је надмашивао господара Зете. Између осталих породичних веза, Јелена, његова сестра од ујака (турски вазал Константин Дејановић) била је византинска царица, удата за Манојла II, 1392. године. Султан Бајазит I је прихватио сарадњу са Константином Балшићем, а Ђурађ II Страцимировић Балшић је избачен из табора султанових штићеника. Када се распламсао унутрашњи рат између „господара Зете“ (Ђурђа II, Константина Балшића и Радича Црнојевића) умијешали су се Турци и у мају 1392. године провалили у зетско Приморје. У току мировног преговора, скопски санџакбег Пашајит (Паша-Јигит бег) задржао је господара Зете, тражећи да му преда Улцињ и остала мјеста у држави. Јелена Балшић је узалуд тражила помоћ од Млечана.

## Господар Будве и млетачки грађанин
Радич Црнојевић, користећи прилике у Зети, осваја Будву. У которској околини посјео је Светомихољску метохију (Луштицу, Љешевиће, Превлаку и села на Врмцу). Почео се називати „господарем Зете, Будве и осталих освојених мјеста“. Породица Црнојевић на кратко протјерује Дукађине, из Љеша. Од Млечана Радич Црнојевић добија грађанство, 30. новембра 1392. године. (Титулишу га са „domini Cente Budue etc. partium Sclavonie, intimus amicus noster“ и захваљују му што је прихватио трговце и млетачке грађане. Настало је расуло Ђурђеве власти у Зети. Из турског заробљеништва се вратио у Улцињ, али је претходно био присиљен да Османлијама плаћа годишњи данак и уступи им Скадар, Дриваст и Св. Срђ, на Бојани.

## Опсада и споразум са Котором
У октобру мјесецу 1395. године, када је Ђурађ II од Турака отео Скадар, Дриваст и Св. Срђ, Радич Црнојевић са братом Добривојем, заузима Грбаљ и опсиједа Котор (који је Ђурђу II већ исплаћивао трибут). Опсада траје све до закључења Которанима наметнутог споразума (од 14. децембра 1395). Напади Црнојевића на остале посједе Балшића изазвали су права пустошења.

## Смрт Радича Црнојевића и Ђурашевићи
У сукобу са војском Ђурђа II Страцимировића Балшића, 25. маја 1396. године – гине Радич Црнојевић, а зетски господар запосиједа један дио његове територије. Послије Радичеве смрти, исте године, велики босански војвода Сандаљ Хранић, упада са војском у Котор, који га потом признаје за господара. Напада на зетске крајеве и заузима (крајем априла или почетком маја, 1396. године) град Будву, коју у јуну 1396. даје на управу својој првој, тек вјенчаној жени Јелени (удовици Радича Црнојевића). Користећи незадовољство политиком Балшића, привлачи на своју страну Паштровиће (иначе сљедбенике Црнојевића) и врши јак утицај на Црнојевиће, али не и на њихове блиске рођаке Ђурашевиће. Забељежено је да је у то вријеме (јул 1396) зетско приморје погодио јак земљотрес, који је причинио велику материјалну штету и онемогућио Ђурђа у већ започетим акцијама. Господар Зете се морао вратити у тешко страдале Бар и Улцињ, тражећи у Дубровнику грађевински материјал за поправке цркава и тврђава. Међутим, Ђурашевићи (блиски сродници Радича Црнојевића) настављају добре односе са Ђурђем II Страцимировићем Балшићем, након што су му помогли да из Будве потисне Сандаља Хранића. Уз Ђурђеву сагласност задржавају у својим рукама посједе (острва) на Скадарском језеру (мада су она ранијим споразумом припадала Млечанима). Међутим, Ђурашевићи (Црнојевићи) остали су и даље без некадашњих села поред самог Скадра (Самариши, Облик и Гриша).